# Wakamatsu, Kitakyūshū
Wakamatsu (若松区 (Nhược Tùng khu) Wakamatsu-ku) là quận thuộc thành phố Kitakyūshū, tỉnh Fukuoka, Nhật Bản. Tính đến ngày 1 tháng 10 năm 2020, dân số ước tính của quận là 80.533 người và mật độ dân số là 1.100 người/km2. Tổng diện tích của quận là 71,31 km2.